# Martin Le Franc
Martin Le Franc, né vers 1410 dans le comté d'Aumale en Normandie, mort en 1461, est un religieux et un poète de langue française, dont toute la carrière s'est passée hors de France au service de la maison de Savoie. Son œuvre principale, Le Champion des dames, écrit en réponse à la deuxième partie du Roman de la Rose de Jean de Meung est un vigoureux plaidoyer où l'auteur prend la défense des femmes.

## Biographie
On ne sait rien de sa famille. Il suit des études à l'Université de Paris où il obtient le grade de maître es arts et devient prêtre. Il participe au concile de Bâle et sa carrière est liée au schisme qui en résulte : en effet, une partie du concile choisit d'élire comme pape (contre Eugène IV) le duc Amédée VIII de Savoie, veuf et religieux, qui prend le nom de Félix V, et dont l’élection ne sera reconnue que dans quelques parties de la Suisse et en Savoie ; Félix V fait de Martin Le Franc son secrétaire privé. À ce titre il reçoit en 1440 la prébende de Lausanne et le titre de protonotaire apostolique. En 1443 Félix V lui confère le canonicat puis le nomme prévôt du chapitre de Lausanne, et en 1447 chanoine de l'Église de Genève.
En mars 1447, il est envoyé comme légat apostolique à la cour de Philippe le Bon duc de Bourgogne ; après la mort d’Eugène IV et l’élection de Nicolas V en février–mars 1447, il participe aux négociations en vue de mettre fin au schisme. Félix V renonce à la tiare en avril 1449 et Nicolas V lève son excommunication. Il confirme également les titres de son entourage, dont ceux de Martin le Franc.
À la mort du duc Amédée VIII en 1451, il devient maître des requêtes à la cour de son fils, Louis Ier de Savoie. En 1452, il assiste aux négociations entre le duc de Savoie et Charles VII qui aboutissent au traité de Cleppé ; à l’été 1454, il intervient dans le conflit entre le Dauphin de Viennois, futur Louis XI et son beau-père Louis Ier de Savoie au sujet de l’hommage du marquisat de Saluces.
En 1459 il est nommé administrateur de l’abbaye de Novalaise en Piémont.
Il meurt à Genève au cours de l’année 1461.

## Son œuvre littéraire

### Traduction de la Bible
Il commence son œuvre littéraire en collaborant à la traduction de la Bible (traduction des prologues de saint Jérôme) qu'entreprenait Jean Servion, le syndic de Genève. C'est cette Bible qui préparera la cité à sa future conversion à la Réforme protestante, un demi-siècle plus tard.

### Le Champion des dames

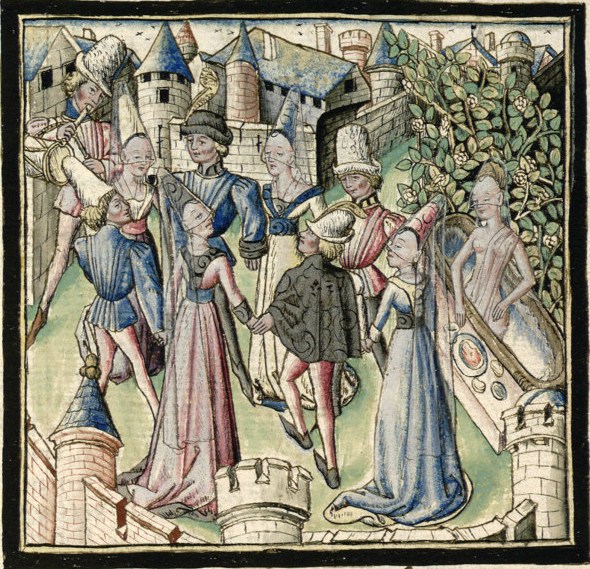
Maître du Champion des dames, Grenoble, Ms. 352, fol. 26r.

Son œuvre principale est Le Champion des dames, un vigoureux plaidoyer où l'auteur prend la défense des femmes.
Écrit fin 1441 ou début 1442, en réponse à la deuxième partie du Roman de la Rose de Jean de Meung, c'est le plus important des ouvrages allégoriques suscités par la querelle des femmes à la fin du Moyen Age, dans la lignée du De claris mulieribus de Boccace et de La Cité des dames de Christine de Pisan. Il se compose d'un prologue en prose et de 24384 vers octosyllabiques distribués sur 3048 huitains rimant ababbcbc.
Le chevalier Bien-Disant y est le champion des dames et affronte dans un tournoi d’éloquence Malebouche (porte-parole de Jean de Meung et de ses suppôts) ; Bien-Disant remporte l’avantage et rentre victorieux au château d’Amour défendu par Franc-Vouloir. Le fonds de l’argumentation en faveur des dames est une liste érudite de toutes les femmes qui ont laissé leur nom dans l’histoire pour leur chasteté, leur honnêteté, leur prévoyance, leur constance, leur héroïsme guerrier, leur sagesse, leur vaillance…
Le poème révèle aussi les opinions politiques et religieuses de Le Franc : prédilection pour la France, haine des Anglais et admiration pour Jeanne d’Arc, culte pour la Vierge, attaques contre la corruption de l’état ou le luxe excessif de l’aristocratie de cour.

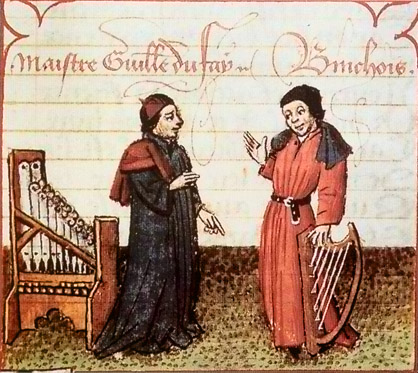
Guillaume Dufay (à gauche) et Gilles Binchois (à droite). Martin le Franc, Champion des dames, Arras, 1451? Miniature par le Maître du Missel de Paul Beye.

Enfin, Martin Le Franc y évoque également le nouveau style musical adopté par Guillaume Dufay et son contemporain, Gilles Binchois, à la suite de John Dunstable et le qualifie de « contenance angloise », qui se distingue par un emploi plus doux des accords, ce qui suppose l'assouplissement des techniques « mathématiques » caractéristiques de la musique ancienne du haut Moyen Âge.
Le Champion des dames, dédié au duc de Bourgogne Philippe le Bon ne semble pas avoir rencontré le succès escompté à la cour de Bourgogne, où il a déplu pour son appel appuyé à l'union des Français contre l'occupant anglais (Philippe le Bon cherchant pour consolider son influence tantôt l'appui des Anglais, tantôt celui des Français). Le texte a été transmis par neuf manuscrits, un incunable lyonnais, et une édition parisienne de 1530. Ce texte est quelque peu oublié jusqu'à l'édition partielle donnée par A. Piaget en 1888 et l'édition complète de R. Deschaux en 1999, donnée d'après le manuscrit de Bruxelles, le plus ancien, considéré comme le meilleur de la tradition : il a été exécuté sous la direction de l'auteur, illustré de deux enluminures par Peronet Lamy et offert en 1441 ou 1442 à Philippe le Bon duc de Bourgogne.
Le manuscrit conservé à la Bibliothèque municipale de Grenoble (875, anciennement 352), sur papier, est orné de 179 miniatures très intéressantes pour la connaissance des mœurs et des costumes à la fin du XVe siècle. L'enlumineur en est désigné sous le nom de Maître du Champion des Dames. 
Une étude récente a permis de découvrir au musée de l'Ermitage de Saint-Pétersbourg deux tapisseries datées du premier quart du XVIe siècle dont l'iconographie s'inspire directement du Champion des Dames. Il s'agit du seul exemple connu jusqu'à présent d'une transposition du texte de Martin Le Franc sur un autre type de support figuré que les manuscrits enluminés.
Extrait du Le Champion des dames où Martin Le Franc cite notamment le compositeur français Jean Tapissier :
Tapissier, Carmen, Césaris
N'a pas longtemps si bien chanterrent
Qu'ilz esbahirent tout Paris

### Complainte du livre du Champion des Dames à maistre Martin le Franc son acteur
Un poème en 472 huitains octosyllabiques intitulé Complainte du livre du Champion des Dames à maistre Martin le Franc son acteur où le livre se plaint de ne pas avoir eu tout le succès qu’espérait son auteur.

### L'Estrif de Fortune et de Vertu
Vers 1448, Martin Le Franc compose à Lausanne L'Estrif de Fortune et de Vertu
« Estrif » signifie dispute, querelle.  L'œuvre est une série de débats entre trois personnages allégoriques : dame Vertu, dame Fortune, qui se disputent le gouvernement du monde, sous le regard de dame Raison. La discussion est parsemée d'allusions bibliques, antiques et d'exemples tirés de la littérature française. C'est un prosimetrum, dont le modèle littéraire est la Consolation de Philosophie de Boèce : Le Franc fait alterner des passages en prose et 23 poèmes de formes métriques variées.
L'Estrif, qui traite un des problèmes fondamentaux de l'existence humaine, a été apprécié à l'époque : il est conservé dans plus de trente manuscrits et dans trois éditions incunables. Exemple de la prose et de la poésie philosophiques de l'époque, il laisse déjà entrevoir les prémices de l'humanisme naissant.

### Le jour m’est nuit
Un rondeau Le jour m’est nuit, mis en musique par Georges Auric.